# Pocahontas (Arkansas)
Pocahontas és una població dels Estats Units a l'estat d'Arkansas. Segons el cens del 2000 tenia 6.518 habitants.

## Demografia
Segons el cens del 2000, Pocahontas tenia 6.518 habitants, 2.693 habitatges, i 1.742 famílies. La densitat de població era de 342,4 habitants/km².
Dels 2.693 habitatges en un 30% hi vivien nens de menys de 18 anys, en un 48% hi vivien parelles casades, en un 13,1% dones solteres, i en un 35,3% no eren unitats familiars. En el 31,9% dels habitatges hi vivien persones soles el 17,3% de les quals corresponia a persones de 65 anys o més que vivien soles. El nombre mitjà de persones vivint en cada habitatge era de 2,32 i el nombre mitjà de persones que vivien en cada família era de 2,94.
Per edats la població es repartia de la següent manera: un 23,7% tenia menys de 18 anys, un 9,7% entre 18 i 24, un 25,5% entre 25 i 44, un 20,1% de 45 a 60 i un 21% 65 anys o més.
L'edat mediana era de 38 anys. Per cada 100 dones de 18 o més anys hi havia 78,5 homes.
La renda mediana per habitatge era de 24.450 $ i la renda mediana per família de 29.525 $. Els homes tenien una renda mediana de 26.382 $ mentre que les dones 18.750 $. La renda per capita de la població era de 15.529 $. Entorn del 15,6% de les famílies i el 18,8% de la població estaven per davall del llindar de pobresa.

## Poblacions més properes
El següent diagrama mostra les poblacions més properes.